# 起倒流
起倒流には二つの系統がある。
1. 茨木又左衛門俊房が興した初期の起倒流である起倒流乱。
2. 吉村扶寿が再構成した系統の起倒流。

起倒流（きとうりゅう）とは、江戸時代初期に開かれた柔術の流派。天神真楊流とともに講道館柔道の基盤となった流派として知られる。現在、起倒流竹中派の形が講道館柔道において古式の形として残っており、起倒流備中派（野田派）も岡山県で伝承されている。
愛知県で伝承されている棒の手の流派に同名の起倒流がある。この流派は、天正年間に尾張国那古野（現・名古屋市西区）に住んでいた起倒治郎左衛門が祖と伝えられ、棒の手以外に槍、長刀、鎌、十手、組討がある（以前は取手もあった）が、当流との関連は不明である。

## 流儀の歴史
流派成立時の歴史については諸説があり定かではないが、福野七郎右衛門正勝（諱は友善とも）と茨木又左衛門俊房（茨木専斎）が興した武術が端緒となる。二人とも新陰流（柳生新陰流）および柳生氏と関わりがあった。
茨木又左衛門俊房が茨木の城を出た後に柳生家に入って武芸の研究練磨に当たる中自身が工夫した兵法の名を「乱」と名付けて沢庵和尚に書して話したところ乱起倒流とされたものが起倒流乱である。
一方、福野七郎右衛門正勝も柳生家で武芸の工夫に当たって良移心当和を興している。また、福野は江戸麻布の国昌寺の衆寮にて明国人の陳元贇から中国拳法について見聞きしたとの記事が伝わっており（但し福野は見聞きしていただけで、陳元贇は拳法を教しえてはいないと記述されている）、このことについて東京港区愛宕の愛宕神社にある起倒流拳法碑には「拳法之有傳也　自投化明人陳元贇而始而起倒之號　出於福野氏而成于寺田氏…」と書かれている。
他方、福野正勝の門下に寺田頼重（寺田八左衛門）（福野流）がおり、その甥の寺田満英（寺田勘右衛門　諱は正重とも）はこの叔父から福野流を学び起倒流組討を称した。同時に、寺田満英（寺田勘右衛門、前の諱は正重）は父の寺田安定（寺田平左衛門）から貞心流を伝えられ、直信流の流祖ともなっている。。

## 起倒流乱
起倒流乱は茨木又左衛門俊房（茨木専斎）が興した初期の起倒流である。
起倒流乱は茨木又左衛門俊房より四国や九州に伝えられ（「乱起倒流」、「起倒乱流」ともいう）、特に佐賀藩やその支藩の小城藩で盛んであった。
伝承内容は吉村扶寿を二代とする起倒流とは異なっている。一般によく知られている表十四本裏七本は茨城又左衛門俊房の代には存在しなかった。
茨木又左衛門俊房の開いた起倒流乱の目録は『月之抄』に収載されている寛永四年（1627年）丁丑九月十一日のもの？または寛永十四年（1637年）丁丑極月廿九日に柳生但馬守宗矩に呈したものが最初であり、目録のほかに得心目録、五行分配書（理気差別論）を伝えた。
以下の技は茨木又左衛門俊房が大塚勝右衛門に授けた『起倒流乱授業目録』に記載されていたものである。表五箇と奥五箇に加え実戦における方法、心得が外物として伝えられていた。
起倒流乱から肥前国の真之乱流組打が分派した。
『起倒流乱授業目録』
- 表五箇
  - 體、體車、請、左右、前後

- 奥五箇
  - 行連、行違、行當、身碎、谷辷

- 外物
  - 取合
  - 引落
  - 後詰
  - 鐔責
  - 嵐
  - 風車
  - 楯合
  - 抜身
  - 生捕縄
  - 坂
  - 橋
  - 水中
  - 船
  - 馬上

### 真之乱流組打
茨木仙斎（茨木専斎）を流祖としている。

## 吉村扶寿の起倒流
吉村扶寿が起倒流乱を再構成した系統であり、ここから講道館柔道が分派した。

### 吉村扶寿の師について
起倒流の開祖については伝書や文書によって師弟関係が違う等不明な点が多く、開祖から吉村扶寿（吉村兵助）までの流れについては諸説あり、現在のところ事実は不明であるがおよそ以下のような説がある。
- 寺田正重の門下である。[5]
- 茨木専斎の門下である。[6]
- 福野正勝の門下で寺田満英の門下でも学んだ。[7]

良移心当流も福野の弟子とされる笠原四郎左衛門によって伝えられ（笠原流とも呼ばれる）、主に九州で広まり現在も存続している。また、福野流ともいう。

### 系譜
草創期の歴史的関係には諸説ある。
- 流祖　福野正勝と茨木又左衛門俊房。
- （流祖？）（二世？）　寺田満英。満英の叔父・寺田頼重を二世とする説もある。
- 二世（三世？）　吉村扶寿。
- 三世（四世？）　堀田頼保（堀田佐五右衛門）は起倒流柔術雌雄妙術と名乗っていた。
- 四世（五世？）　滝野貞高（滝野専右衛門、滝野遊軒）。滝野の代に起倒流の全盛期を迎える。
- 五世（六世？）　鈴木邦教（鈴木清兵衛）（起倒流柔道「神武の道」[8]、神武尺蠖流剣術を開く）。

現在、幾つかの系統がこの術理を伝えている。

### 竹中派
竹中派は竹中元之進より始まった。竹中元之進以前の系譜は不明である。
『渡辺一郎先生自筆 近世武術史研究資料集』によると弘化年間に竹中元之進の道場に所属する竹中鉄之助が天神真楊流磯道場と試合を行っている。
竹中元之進と竹中鉄之助の道場は江戸神田明神下にあった。また竹中鉄之助は佐倉藩に招聘され柔術の教授を行っている。足守藩武道指南番を務めた枝松十郎右衛門と子の枝松千葉助は共に竹中元之進の門人であり足守藩でも学ばれていた。
竹中元之進は大久保玄蕃知行所の大久保紀伊守に仕えていたとされる。
竹中元之進の門人には竹中鉄之助の他、市川𠀋助、土方恵、中嶋恒之助、田村伊八郎、小菅惣七、枝松十郎右衛門、枝松千葉助などがいた。
枝松十郎右衛門は備中足守藩士の人である。枝松十郎右衛門は20歳の時に藩命により江戸に出て剣術を岡田金平、起倒流を竹中元之進に学び免許皆伝を得た。1839年（天保10年）に帰藩し藩主より剣柔両道の免許祝を授かった。帰藩後すぐに給人に抜擢され足守藩主木下肥後守の剣柔両道指南番、藩士の師範役に任命された。
枝松千葉助は父より起倒流の免許皆伝を得た後江戸に上り、神田明神下の竹中元之進と竹中鉄之助から柔術と剣術、芝西久保の戸塚彦介より戸塚派楊心流柔術、麻布永坂の森要蔵より北辰一刀流を学び免許皆伝を得て帰藩した。1855年（安政2年）枝松千葉助は足守藩主木下肥後守の剣柔両道指南番、藩士の師範役となった。
竹中鉄之助の門人には、飯久保恒年、信太歌之助（青柳熊吉）、安藤健二郎、秋野庸彦などがいた。
飯久保恒年門下の鳥巣幸次郎は、1861年（万延二年）に天神真楊流の城田亀司道場と試合を行っている。

#### 講道館柔道と起倒流

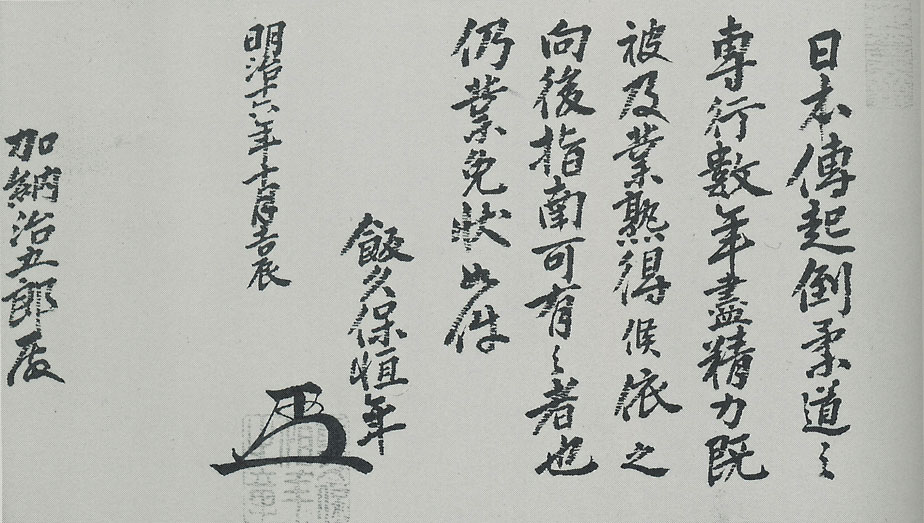
1883年（明治16年）飯久保恒年から嘉納治五郎宛の免状

飯久保恒年の門人に講道館柔道を開いた嘉納治五郎がいる。
嘉納治五郎は天神真楊流を修行していたが1881年（明治14年）に師が亡くなったことにより、新しい師をいかにして探すか苦心していた。
東京大学の学友に本山正久という人がおり、東京大学法学部第一回の卒業生で嘉納より先輩であったが野球を一緒にやった関係で懇意にしていた。この人の父親である本山正翁は、幕末に講武所で起倒流教授方を勤めていた。嘉納は天神真楊流と流派が違うが教えを乞うたが習うことができなかった。本山は形の名人で乱取は得意ではなかったため、自分が盛んな時によく出来る先生と思っていた人がいるからと講武所の教授方であった飯久保恒年を嘉納に紹介した。
それから飯久保恒年に就いて始めて起倒流を習うことになった。天神真楊流では咽喉を締め、逆を取り、押し伏せるなどを主としており投技も巴投、足払、腰投をやったが、起倒流は掛け方に違いがあった。
飯久保は当時50歳以上であったが乱捕も相当に出来たので嘉納は熱心に稽古を行った。最初はなかなか及ばなかったが、起倒流の形は天神真楊流とは主眼とする所が異なっており新しい研究に没頭し真剣に技を練ったとされる。
1882年2月（明治15年）、嘉納は下谷北稲荷町16（のちの台東区東上野5丁目）にある永昌寺の書院と付属屋を借りて移り住んだ。1882年5月（明治15年）に講道館を設立した。講道館設立後も飯久保恒年に来てもらい起倒流形と乱捕の稽古をした。この時の書生には講道館四天王の富田常次郎、西郷四郎がいた。
飯久保から1883年（明治16年）に免許を得て、飯久保が持っていた起倒流の伝書を全て譲り受けた。飯久保からの指導は明治18～19年頃まで続いた。
1888年4月5日（明治21年）飯久保恒年は病気のため55歳で亡くなった。

#### 竹中派の系譜
- 竹中元之進一彰
  - 竹中鉄之助一清
    - 飯久保恒年（飯久保鍬吉）
      - 鳥巣幸次郎（1861年（万延二年）に天神真楊流と試合を行う。）
      - 竹本政則（直心影流の榊原鍵吉門下）
      - 嘉納治五郎（講道館柔道創始者、1883年（明治16年）飯久保から免許を授かる。）

    - 青柳熊吉（信太歌之助）
    - 安藤健二郎（佐竹藩の人）
    - 秋野庸彦（幕末-明治時代の国学者）
    - 望月長秀（静岡県小笠郡掛川町の人）
    - 手塚三次郎
    - 児島寅太郎
    - 枝松千葉助

  - 枝松十郎右衛門（足守藩士）
    - 枝松千葉助（竹中元之進、竹中鉄之助に師事）

  - 早稲田勇吉
  - 市川𠀋助
  - 土方恵
  - 中嶋恒之助
  - 田村伊八郎
  - 小菅惣七

『日本武道精神講和』（佐藤忠吾　大道館）によると、「竹中元之進、竹中鉄之助一清、飯久保恒年、嘉納治五郎」という流れで起倒流が伝えられたとのことである。（ノートに注釈あり。）

### 野田派
起倒流備中派のうち現存している系統は野田派であり、茨木又左衛門俊房を流祖としている。野田派の稽古は形が主ではなく、「形のこり」「のこり合い」「乱れ稽古」が主体であったという。金光師範が亡くなった後、内野幸重、大谷崇正等が金光師範弟子の尾高茂、難波豊次等の指導を仰ぎ復元、再興した。

#### 野田派の歴史
備前藩では協信社というものを創設し剣術、柔術、弓術その他の武芸を奨励していた。その道場である武揚館では起倒流が教えられていた。指南番は野田和左衛門であり、長男の野田久麿が後を継いだ。
また次男の吉田直蔵は技優れて名人と称されていた。吉田直蔵は丈の高い立派な体格で人品が良く、浮腰と横捨身が上手であったと伝わる。吉田直蔵は兄の野田久麿と共に野田和左衛門から起倒流を学び20代で免許皆伝を得た。また西洋砲術を兄の野田久麿から学んだ。吉田は岡山詰の前に江戸で当時及ぶものがいないと言われた戸塚派楊心流の戸塚彦助と試合して勝ち武名を轟かせたとされる。戸塚派楊心流では岡山藩の戸塚彦助の門人として名を連ねている。明治維新後に東京錦町二丁目に道場を設立し起倒流柔術指南所の大看板をあげた。この道場には嘉納治五郎や横山作次郎も学びに通っていた。そして嘉納治五郎へ起倒流の後を継ぐ優秀な者に渡してほしいと頼んで寺田勘右衛門から野田和左衛門へ伝わった秘書を全て渡した。野田久麿へ伝えられるはずの伝書が吉田直蔵へ伝えられ遺言により嘉納へ渡ったものであるとされる。その頃、野田久麿の後を継いだ野田権三郎が嘉納治五郎に相続人だから返してほしいと申し出たが嘉納は渡さなかった。その伝書を嘉納は永岡秀一に渡そうと思っていたが、そのまま嘉納家に所蔵されている。
野田久麿は武揚館の副幹事として禄百石、下西川に屋敷を貰い練武館という道場を開いた。備前藩の柔術は全盛を極め僧侶まで学ばれていたが、野田の練武館が道場として揃い整っていたことから名を成していた。
野田久麿の相続人である野田権三郎は技が巧みだったが非常に体が小さかったため試合には適さなかった。武者修行者が来ると、当時野田道場で実力一位で鬼重大夫と呼ばれた岸本重太郎が出場した。備前の柔術は明治維新の改革により衰退し、吉田直蔵が東京へ去り野田久麿が他界したことなどによって凋落した。練武館は武揚館と改め内山下に移った。道場には藩の武揚館のものであったと思われる「武揚館」の額と陳元贇の肖像画が掛けてあった。
また練武館に通っていた岡山南部に住む青少年が紺屋町開閑寺に道場を設け、野田権三郎と岸本重太郎を迎えて稽古を行った。野田権三郎は既に稽古せず、岸本が老体ながら稽古をしていた状態であった。この開閑寺道場に講道館から馬場七五郎三段が来て稽古し足技で皆を投げた。この青少年の内に当時16歳の永岡秀一がいた。永岡秀一は馬場三段が当時流行の二重マントを期て颯爽とした姿だったので講道館の技とマントに憧れて上京した。後に永岡は講道館柔道十段となった。
永岡が上京した後、武揚館の高弟であった根岸寅次郎が上京し警視庁で柔術を教えていた片岡仙十郎（金谷仙十郎）の道場に代稽古として住み込んだ。根岸寅次郎は警視庁の大会に出場し当時講道館二段の磯貝一と試合して勝っている。

武揚館の主な門人は根岸寅次郎の他に岡崎斧五郎、筒井継男、小山喜太治、武繩七五郎、野面重人、赤木弁三がいた。根岸が上京した後は武者修行者が来ると赤木弁三が相手をしていたが、後に渡米していなくなった。

#### 野田道場と田邊又右衛門
1950年『スポーツタイムス』に連載された田邊又右衛門の口述を砂川貞が筆記した記事によると、田邊又右衛門は岡山市で野田権三郎の道場と試合を行っている。野田道場で出てきた相手がどれもこれも弱い弱い手応えのない人で何という人が居合わせたか田邊は覚えていなかった。岡山市にある道場なので少しは面白い相手がいると考えていたが出るもの来るもの弱い有象無象のものであっけなく感じたという。
田邊は稽古の帰り際に野田道場を馬鹿にする文句を並べたところ、それが野田の耳に入った。田邊が三回目に野田道場にいった際、野田は道場に強い者がいないというわけではないので、もし強い者と試合がしたいのであれば出石の近藤や東京に出ている吉田という叔父（吉田直蔵）に来てもらってもよいと田邊に言った。田邊は了承し正月に両人を呼び寄せることとなった。
田邊が野田道場で問題を起こす前、竹内流の片岡平之進道場に顔を出していた。この頃の岡山県では野田道場と対抗し竹内流の片岡道場が盛んであった。片岡道場では片岡仙十郎と立ち合い、一日目は引き分け、二日目は逆を取られて負け、三日目は引き分けとなっていた。田邊と片岡は気があっていたこともあり、野田道場で正月の約束をした足で片岡道場に出かけ委細を片岡平之進と仙十郎に語った。竹内流は起倒流と仲が良く無かったため、当日は後見として出かけるという話になった。
その後田邊は腕を練りながら約束の日を待ち、その日になって岡山に乗り込み片岡平之進と仙十郎と共に野田道場に押し掛けた。
ところが野田道場に行ってみると近藤も吉田直蔵も来ておらず、野田権三郎が一人座っていただけだった。片岡仙十郎が田舎から田邊が出てきたのに返すわけにもいかないので稽古をしてあげてくださいと頼んだ。田邊も野田に一本やってもらおうと思いお願いしたが、野田は恐縮し稽古をしようとはしなかった。

#### 野田派の系譜
野田和左衛門の門人には野田久麿と吉田直蔵の他、上野萬太郎、石黒武左衛門、今田豊作、大口甚太左衛門などがいた。
- 四世　滝野貞高
- 五世　蒲生豊郷
- 六世　今堀吉之助
- 七世　野田和左衛門
  - 野田久麿忠行(1813～1877) 和左衛門長男、父和左右衛門とともに今堀吉之助から学ぶ。
    - 野田権三郎(1842～1917)　野田久麿を継ぐ。
    - 岸本重太郎(1839～1921）野田久麿高弟。
      - 永岡秀一　1893年（明治26年）に講道館入門
      - 岸本徳次郎
      - 金光弥一兵衛(1882～1966）岸本重太郎弟子。起倒流野田派最後の継承者。地元中学を中退し上京、後に武徳会本部武術教員養成所を卒業。柔道教師。大正9年以降は岡山に戻った。講道館九段。

    - 土屋弥太郎

  - 吉田直蔵　和左衛門次男で吉田家を継ぐ。父や兄とともに今堀吉之助から学ぶ。横山達三の講道館発展史に嘉納治五郎の益友で起倒流の大家と書かれている。
    - 吉田武良
      - 吉田武治郎
      - 関根利三郎

    - 近藤守太郎
    - 嘉納治五郎、横山作次郎他

野田派では、系図上、今堀吉之助⇒野田和左右衛門⇒野田久麿⇒野田（吉田）直蔵…となっているが、実際は野田親子は全員今堀吉之助より学んでいる。
講道館十段の永岡秀一は野田権三郎、岸本重太郎より起倒流を学んだ。

### 備中派
上記の野田派とは別系統で原龍渓が備中倉敷に伝えた起倒流である。
原龍渓は中島 (倉敷市)小溝の人である。源之真ともいう。旧姓は勝田で原家の養子となった。九歳で京都に上り医術と起倒流を学び、帰郷して中島 (倉敷市)小溝に道場を開いた。新見藩の御典医（藩医）を勤めたこともあった。文久元年四月二十七日（1861年）、六十歳で歿す。
原龍渓の門人に白神伊輔正則と高尾右平治がいた。
白神伊輔正則は、起倒流を原竜渓に不遷流を武田物外と武田禎二から学び、二つの流派を合わせて兼学流として教えていた。白神伊輔は中島 (倉敷市)の人であり、幼少より武術を好み原龍渓より起倒流を学んだ。また、武田物外と武田禎二から不遷流、赤木六大夫長定から竹内流（呑敵流）を学び免許皆伝を得た。これらの他に神道無念流、直心影流、清心流、平心流などを修め八流派の免許を持っていた。中島 (倉敷市)に練武館という道場を開き、1600人余りの門人を育てた。大正2年（1913年）に大日本武徳会より教士を授けられた。大正4年4月10日（1915年）82歳で歿す。墓は倉敷市中島の高蔵寺にある。白神伊輔は兼学流と称しているが、弟子の白神光蔵は起倒流の柔術家として『船穂町誌』等に記載があることや他の弟子が不遷流を名乗っていることから、二つの流派をそのまま兼学していたものと考えられる。
白神伊輔は柔術角力の興行をやったことがあり、不遷流の田邊虎次郎に招待状を出している。田邊虎次郎の子の田邊又右衛門もこの柔術角力の興行に参加していた。
高尾右平治は備中国芦高村笹沖の人である。はじめ神崎という師範から剣術を学び19歳で免許を得る。後、倉敷小溝の原龍渓に師事し起倒流を学んだ。高尾右平治の弟子には竹内起倒流を開いた小野田坂太郎がいる。
小野田坂太郎は岡山市岡町に明武館道場を開いていた人物である。小野田は高尾右平治から起倒流を6年学び、作州垪和に3年間滞在して竹内藤一郎久則に就いて竹内流を修行した。また岡山に流浪してきた浪人から真妙流を学んだ。
1897年（明治30年）明武館を設立した。また各地を遍歴して兵庫県家島、香川県小豆島土庄町他に6か所、豊島、真島、岡山県内の犬島、福田、青江、赤磐郡高陽村2か所、邑久郡朝日村、上道郡六番、光政村、今村平田、今保などに24支部を作った。門人は七千人いたとされる。京都武徳会本部発会式大会では講道館四天王山下義韶と組んで口論した後に試合し引き分けている。
試合は小野田坂太郎が山下義韶に投げられて敗れたように見えたが、投げられる時に小野田の逆手技により山下の片腕が折れていた。このため勝負の判定が問題になり後々までその勝負は語り伝えられたとされる
この明武館には武南喜三太、年常宗十郎、浅野市太郎、真鶴、板野柾太郎、岡崎、浜野英太郎、長瀬元治、浅野忠兵衛がいた。小野田の著名な弟子に海軍中将となった濱野英次郎とプロレスラーの三宅太留次がいる。
浅野市太郎の弟子には尾高茂がいた。

#### 系譜
- 吉村兵助扶寿
- 堀田左五右衛門頼康
- 寺田市右衛門
- 大岩三之丞盛次
- 大岩三之丞盛勝
- 湯浅正三郎
- 日出谷元吉
- 原龍渓（倉敷小溝、京都で起倒流を学ぶ）
  - 白神伊輔正則（兼学流）
    - 白神光蔵源信流

  - 高尾右平次以受
    - 小野田坂太郎（竹内起倒流）

### 九鬼派
滝野遊軒から丹波国綾部藩主九鬼長門守隆直に伝わり九鬼家の家伝となった。

### 技術的特徴
以下は吉村扶寿の系統の特徴であり、柔術のほか早縄なども含まれた。（起倒流乱（古起倒流、上記）はまた違った技術を伝えていた。）投げ技が中心としている。
伝承の中心は『人巻』の中の表十四本裏七本の組討を想定した形であり、そのほとんどが最後に捨て身技（分れ）か自分の片膝を地面に着けて（片膝を折敷いて）相手を後ろに倒すかで表される。（起倒流竹中派の形は、柔道の古式の形として現在も伝わっている。）
『人巻』の中の目録に掲げてあるように、表十四本裏七本の形の後は柄取り、小尻返し、諸手取り、二人取り、四人詰め、居合（居取りのこと）といった柔術にあたる業（わざ）や要訣も伝えていた。この内、柄取と小尻返の二つについては「此二カ条ヲ以テ先師三代ノ勝口ヲ可勘」との口伝がある。当身については「中」、「中り（あたり）」と称して中五寸之事や二勢中、陰陽中、五行中（両眼、両横腹、睾丸への当身）など各種の教えがあった。また、水野忠通『柔道秘録』によれば、甲冑を実際に身に着けて行なう組討の形が五つあり、相手を組み敷き短刀で首を取る形や組み敷かれた時に短刀で反撃する方法の伝承もあったことがわかる。当て身についても実際は目鼻の間などをあてるが稽古の上では当てずに額を押すようにするなどとしていた、とある。そのほかにも早縄など様々な教えがあった。
起倒流の十四形（表）と七形（裏、無段）の稽古は、ある段階からは形の残り合いなどといって技の掛かりが甘ければ投げられる側が反撃するような、形と乱取の中間のような稽古方法をとった。また夫々の教えは、技の各種パターンを提示するというよりも、戦うための体の状態(本体）、戦闘・格闘における戦法（誘いの攻撃《虎喰》《二勢中》、カウンター攻撃《陰陽中》、など）や動きの要訣を示し、それを学ばせることに重点が置かれている。その中でも特に『地巻』の「無拍子」を極意と見なして、これを強蛇を素手で捕らえることに喩えて説明している。この無拍子を会得しなければ諸手取り、二人取り、四人詰めは出来ないされていた。
以下に伝書からの抜粋と現代語訳を数例掲げる。
『地巻』気体之事：己が方寸の元気をやしなひ　「自分の方寸（胸の所）の元気を養い」
『秘伝書』曲尺：我本体の定天を極め正直にして　「自分の本体の定天を極めて正直（せいちょく）のままで」
『秘伝書』虎喰：静まりて手を出さぬ敵は是もおもてへ仕掛けかるくおとづれ候へば其まま業を発し大動きを見て夫に応じ目にても手足にてもひくといたし候ば内の気のうごき候印しに候へば其所を勝付候（略）二勢の中と同じ様成事　「静まっていて手を出さない敵は、これも顔面へ仕掛けて、軽く応じてきたらそのまま業を発し、大きな動きを見たらそれに応じ、目でも手足でも引くならば内の気の動く印なのでそのところを勝つ」「二勢の中と同じ様になること」
『秘伝書』合鏡：敵の何にても手業の出るは陽のうごきにて候其所へひしと突当くれ候を合鏡の意にて則性鏡に所謂陰陽中に同じ心もちにて候　「敵の何であっても手業の出るということは陽の動きである。そのところへびしっと突き当てを食らわせることを合鏡の意でもって（行う）、つまり性鏡でいうところの陰陽中と同じ心持ちである」

### 伝承内容
本体、天巻、地巻、人巻、性巻からなる。
表裏21本の型からなる。
講道館柔道でもこれを古式之形として現在まで伝えている。
『人巻』
- 表の形
  - 体(たい)
  - 夢中(ゆめのうち)
  - 力避(りょくひ)
  - 水車(みずぐるま)
  - 水流(みずながれ)
  - 曳落(ひきおとし)
  - 虚倒(こだおれ)
  - 打砕(うちくだき)
  - 谷落(たにおとし)
  - 車倒(くるまだおれ)
  - 錣取(しころどり)
  - 錣返(しころがえし)
  - 夕立(ゆうだち)
  - 滝落(たきおとし)

- 裏の形
  - 身砕(みくだき)
  - 車返(くるまがえし)
  - 水入(みずいり)
  - 柳雪(りゅうせつ)
  - 坂落(さかおとし)
  - 雪折(ゆきおれ)
  - 岩波(いわなみ)

小尻反、柄取、諸手取、二人取、四人詰、
戸入、鎧組（附、馬上腰當鞍固）、居合、早縄、中

## 関連流派
- 良移心当流和
- 柔道
- 直信流柔道
- 扱心流躰術